# Autodenuncia di solidarietà a Lotta Continua
Nell'ottobre 1971 il quotidiano Lotta Continua, legato alle posizioni dell'omonima formazione extraparlamentare di  estrema sinistra, pubblica un'autodenuncia (sottoscritta da numerosi noti intellettuali) indirizzata al procuratore della Repubblica di Torino che aveva inquisito alcuni suoi militanti ed ex-direttori per istigazione a delinquere. In un suo significativo passaggio il documento così recitava:

## Presupposti
L'anarchico Giuseppe Pinelli, indagato per la strage di piazza Fontana, era morto in circostanze mai del tutto chiarite il 15 dicembre 1969 mentre era trattenuto in questura per essere interrogato. La questura di Milano, che stava allora indagando principalmente negli ambienti anarchici e della sinistra, affermò in un primo tempo che Pinelli, già interrogato anche in occasione di alcuni attentati avvenuti nella primavera (poi col tempo rivelatisi di probabile matrice nera), si era suicidato perché era stato dimostrato il suo coinvolgimento nella strage e caduti i suoi alibi. Questa versione venne smentita dalle stesse autorità dopo pochi giorni, quando l'alibi dell'anarchico risultò essere in realtà autentico.
Successivamente alla morte di Pinelli, Lotta Continua ritenne il commissario Luigi Calabresi il maggiore responsabile della morte di Pinelli (era il responsabile dell'interrogatorio) e proprio contro di lui venne condotta una campagna dai toni molto accesi. Ad es. si pubblicava:
("La ballata del Pinelli", 45 giri pubblicato da Lotta Continua)
In quel periodo diversi giornalisti, non necessariamente legati a Lotta Continua, prestavano il loro nome firmando il giornale come direttore responsabile per consentirne la pubblicazione (Marco Pannella, Aloisio Rendi, Marcello Baraghini ed altri). A causa dei contenuti dei loro articoli, furono tutti inquisiti, insieme ad altri militanti, dai magistrati di Torino per "reati a mezzo stampa" come vilipendio all'esercito, istigazione alla diserzione ed a delinquere ed altri reati d'opinione.

## Firmatari
- Elio Aloisio
- Giulio Carlo Argan, critico
- Marino Berengo
- Tinto Brass, regista
- Giampaolo Bultrini
- Michele Canonica
- Bruno Caruso
- Alessandro Casillin
- Giuseppe Catalano
- Mario Ceroli, scultore
- Lucio Colletti, filosofo
- Tullio De Mauro, linguista
- Umberto Eco, semiologo
- Elvio Fachinelli, psicoanalista
- Manuele Fontana
- Lucio Gambi
- Emilio Garroni, filosofo
- Natalia Ginzburg, scrittrice
- Carlo Gregoretti
- Luciano Guardigli
- Renato Izozzi
- Franco Lefevre
- Francesco Leonetti, scrittore e poeta
- Giulio Alfredo Maccacaro
- Giancarlo Maiorino
- Paolo Mieli, giornalista
- Franco Mogni
- Franco Mulas, pittore
- Valentino Orsini
- Enzo Paci
- Giorgio Pecorini
- Paolo Pernici
- Paolo Portoghesi, architetto
- Domenico Porzio
- Giovanni Raboni, poeta
- Nelo Risi
- Serena Rossetti
- Giuseppe Samonà
- Salvatore Samperi
- Sergio Saviane
- Vladimiro Scatturin
- Mario Scialoja
- Pasquale Squitieri, regista
- Manfredo Tafuri
- Saverio Tutino
- Francesco Valentini
- Cesare Zavattini, regista
- Alfredo Zennaro
- Giovan Battista Zorzoli, ingegnere

## Fonti
- Mauro Suttora, PANNELLA - i segreti di un istrione, Casa editrice Liber Internazionale - Milano, 1993, ISBN 8880040138, (testo on line)